# Lagoa Dourada
Lagoa Dourada är en kommun i Brasilien.   Den ligger i delstaten Minas Gerais, i den sydöstra delen av landet, 700 km sydost om huvudstaden Brasília. Antalet invånare är 12 267.
Omgivningarna runt Lagoa Dourada är huvudsakligen savann. Runt Lagoa Dourada är det ganska glesbefolkat, med 25 invånare per kvadratkilometer.